# Putnam (Texas)
Putnam es un pueblo ubicado en el condado de Callahan en el estado estadounidense de Texas. En el Censo de 2010 tenía una población de 94 habitantes y una densidad poblacional de 35,83 personas por km².

## Geografía
Putnam se encuentra ubicado en las coordenadas 32°22′13″N 99°11′44″O / 32.37028, -99.19556. Según la Oficina del Censo de los Estados Unidos, Putnam tiene una superficie total de 2.62 km², de la cual 2.62 km² corresponden a tierra firme y (0%) 0 km² es agua.

## Demografía
Según el censo de 2010, había 94 personas residiendo en Putnam. La densidad de población era de 35,83 hab./km². De los 94 habitantes, Putnam estaba compuesto por el 96.81% blancos, el 0% eran afroamericanos, el 0% eran amerindios, el 0% eran asiáticos, el 0% eran isleños del Pacífico, el 3.19% eran de otras razas y el 0% pertenecían a dos o más razas. Del total de la población el 3.19% eran hispanos o latinos de cualquier raza.